# Intel Core Ultra

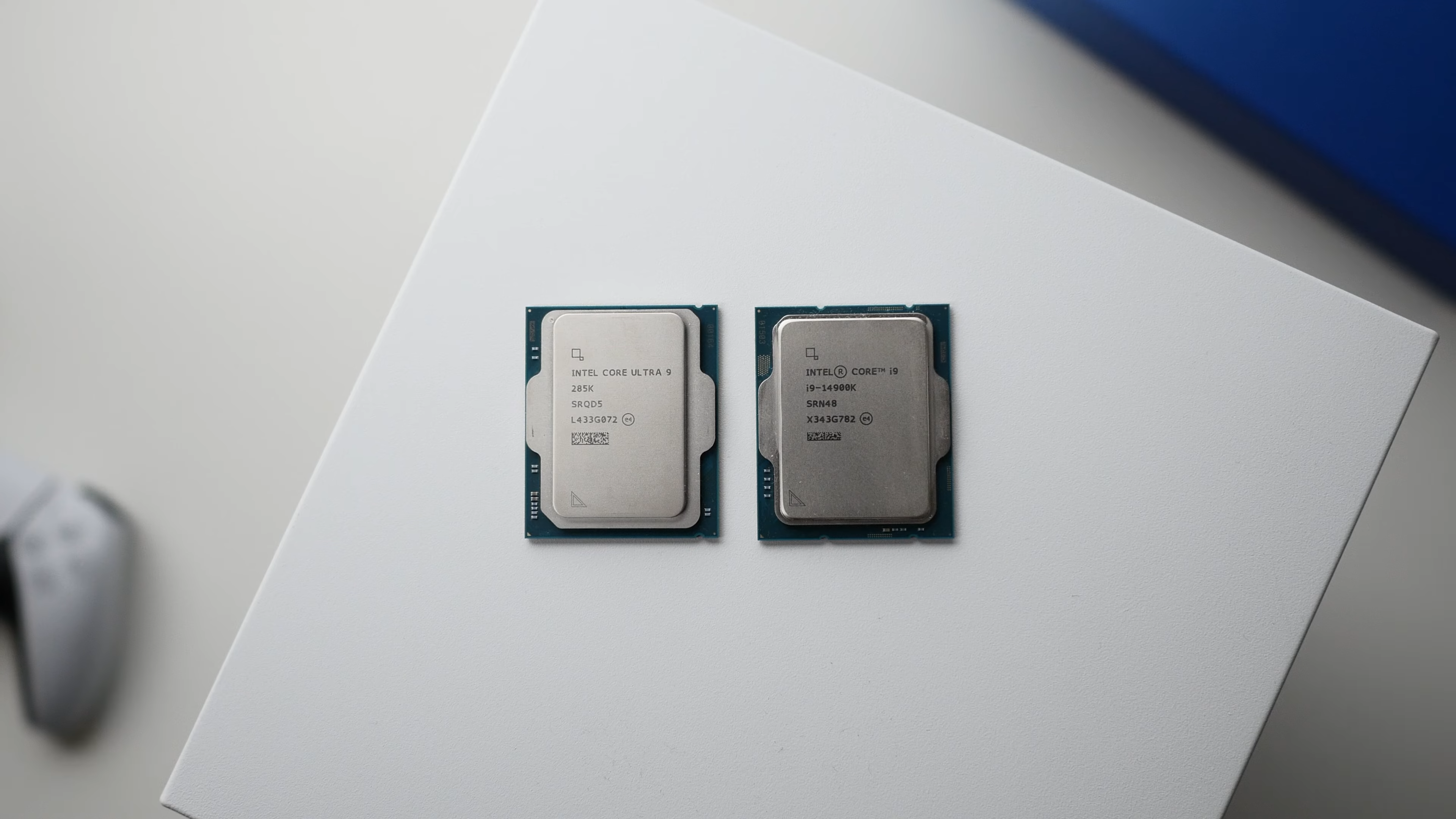
Um Intel Core Ultra 9 285K ao lado de um Intel Core i9 14900K

Intel Core Ultra é uma família de microprocessadores da Intel lançada em 2024 para substituir a família Intel Core i, prometendo uma maior eficiência e a integração de uma Unidade de processamento neural (NPU), a sua primeira série (Série 1) recebeu críticas mistas devido ao fato de serem mais fracos do que os CPUs anteriores da linha Intel Core i, mas sua série 2 (apelidada de Lunar Lake) conseguiu ser tão forte e eficiente quanto a do que a concorrência (como os Snapdragon X Elite e os M4 da Apple)

## CPUs da linha
Assim como os Core i, Os processadores Core Ultra são divididos nas subfamílias Ultra 3 (mais fraco e barato) Ultra 5 (com desempenho e preço mediano) Ultra 7 (desempenho Alto e preço maior) e por fim o Ultra 9 (Desempenho máxima e preço alto).